# Dalgané
Dalgané est un village du département et la commune rurale de Koper, situé dans la province de l’Ioba et la région du Sud-Ouest au Burkina Faso.

## Géographie

### Situation et environnement
Dalgané se trouve à 2 km au sud-est de Koper et à environ 17 km au sud-est de Dano, le chef-lieu provincial.

### Démographie
- En 2006, le village comptait 1 237 habitants recensés[1].

## Santé et éducation
Le centre de soins le plus proche de Dalgané est le centre de santé et de promotion sociale (CSPS) de Babora tandis que le centre médical avec antenne chirurgicale (CMA) de la province se trouve à Dano.